# Schlacht bei Kowal
Bei Kowal kämpfte im Juli 1327 ein Deutschordensheer unter Otto von Lauterberg und ein masowisches Herr unter Wacław von Płock gegen eine polnische Streitmacht unter König Władysław I. Ellenlang.

## Schlacht
In den 1320er Jahren versuchte Władysław I. Ellenlang Masowien unter seine Herrschaft zu bringen, das zu jener Zeit in drei Herzogtümer geteilt war, die von Siemowit II., Trojden I. und Wacław von Płock regiert wurden. Die drei Herzöge wandten sich um Schutz an den Deutschen Orden und schlossen 1326 mit diesem in Brodnica ein Verteidigungsbündnis ab. Daraufhin griff Władysław I. Ellenlang Wacław von Płock an, während der mit Władysław I. Ellenlang verbündete Litauerfürst Gediminas in das Herzogtum von Siemowit II. einfiel. Die Deutschordensritter kamen Wacław von Płock zu Hilfe, als das polnische Heer Gostynin belagerte. Die polnischen Belagerer zogen sich nach Brześć Kujawski zurück, wo sie sich mit dem polnischen Hauptheer verbanden. In der Zwischenzeit besetzten die Deutschordensritter die Stadt Kowal. Daraufhin kam zwischen Kowal und Brześć Kujawski zur Schlacht, die Władysław I. Ellenlang gewann. Wacław von Płock zog sich während der Schlacht zurück. Politisch änderte die Schlacht jedoch nichts, da die masowischen Herzöge weiterhin Władysław I. Ellenlang den Lehnseid versagten und sich noch näher an den Deutschordensstaat banden. Mit der Schlacht begann der Krieg des Deutschen Ordens mit dem Königreich Polen von 1327 bis 1332, der endgültig erst mit dem Frieden von Kalisz 1343 enden sollte.